# Ortopneia
Ortopneia é a dificuldade respiratória (dispneia) que ocorre quando a pessoa está deitada, fazendo com que a pessoa tenha que dormir elevada na cama (usando vários travesseiros para dormir) ou sentada em uma cadeira.
A ortopneia pode ser um sintoma de insuficiência cardíaca. Também pode ocorrer em pessoas com asma ou bronquite crônica, assim como com pessoas que têm apneia ao dormir ou Disturbio do pânico. Essa condição geralmente ocorre devido a uma falência do ventrículo esquerdo e/ou edema pulmonar. Também é associada com a doença hepática policística.
Na base deste sintoma está a falência do coração enquanto bomba, o qual é incapaz de manter um volume de ejecção sistólico adequado. Desta forma, o fluido acumula-se nas câmaras esquerdas do coração, aumentando a pressão existente nestas, a qual se transmite retrogradamente para a microcirculação pulmonar. Aí, o excesso de pressão causa o transudamento de líquido para os alvéolos, diminuindo a superfície de troca gasosa e em consequência provocando a dispneia.
Este mecanismo também permite explicar os derrames pleurais usualmente observados na Insuficiência Cardíaca.